# Dolichopeza corinna
Dolichopeza corinna är en tvåvingeart som beskrevs av Alexander 1950. Dolichopeza corinna ingår i släktet Dolichopeza och familjen storharkrankar. Inga underarter finns listade i Catalogue of Life.